# 5006 Teller
A 5006 Teller kisbolygó a kisbolygóövben kering. 1989. április 25-én fedezte föl Eleanor F. Helin a Palomár-hegyi Obszervatóriumban. A kisbolygó a nevét Teller Ede világhírű magyar fizikusról kapta.

## Külső hivatkozások
- Az 5006 Teller kisbolygó a JPL Small-Body adatbázisában